# Rockstar Advanced Game Engine
Die Rockstar Advanced Game Engine (RAGE) ist eine von Rockstar San Diego in Zusammenarbeit mit Entwicklern der anderen Rockstar-Studios entwickelte Spiel-Engine.
RAGE wurde als Reaktion auf die Akquisition von Criterion Games durch Electronic Arts (EA) entwickelt. Bisher verwendeten die Rockstar-Studios, zum Beispiel in der Grand-Theft-Auto-III-Trilogie, die von Criterion entwickelte Engine RenderWare. Deren Nutzung wurde auf Grund von Bedenken über die Verwendung der Informationen, die EA durch die Lizenzierung der RenderWare-Engine erhalten würde, eingestellt. Stattdessen sollte für neue Projekte eine Eigenentwicklung geschaffen werden.
Erstmals wurde RAGE im Jahr 2006 im Xbox-360-Spiel Rockstar Games präsentiert Tischtennis eingesetzt, welches später inklusive Engine auch auf die Wii portiert wurde. Weitere Verwendung fand die Engine in den Spielen Grand Theft Auto IV (PS3, Xbox 360, PC) und Midnight Club: Los Angeles (PS3, Xbox 360). Entgegen anders lautenden Behauptungen basieren die PlayStation-Portable-Ableger der GTA-Reihe sowie Midnight Club: LA Remix nicht auf RAGE, sondern nutzen eine Eigenentwicklung von Rockstar Leeds bzw. Rockstar London. 
Die Engine erhielt, basierend auf der grafischen Präsentation von Tischtennis, sehr gute Kritiken. Vor allem die detailliert animierten Gesichter wurden dabei häufig positiv bewertet.
In RAGE wurde verschiedene Third-Party-Middleware integriert, u. a. die Charakteranimations-Engine Euphoria, die Physik-Engine Bullet und die zur Darstellung realistischer Bäume verwendete Entwicklungsumgebung SpeedTree.

## Spiele
- Rockstar Games präsentiert Tischtennis (Xbox 360, Wii), 2006
- Grand Theft Auto IV (Xbox 360, PS3, Windows), 2008
- Midnight Club: Los Angeles (Xbox 360, PS3), 2008
- Grand Theft Auto: Episodes from Liberty City (Xbox 360, PS3, Windows), 2009
- Red Dead Redemption (Xbox 360, PS3), 2010, (Xbox One), 2016, (PS4, Nintendo Switch), 2023
- Red Dead Redemption: Undead Nightmare (Xbox 360, PS3)
- Max Payne 3 (Xbox 360, PS3, Windows), 2012
- Grand Theft Auto V (Xbox 360, PS3), 2013, (PS4, Xbox One), 2014, (Windows) 2015, (PS5, Xbox Series), 2021
- Red Dead Redemption 2 (Xbox One, PS4), 2018, (Windows), 2019